# Hakea marginata
Hakea marginata (лат.) — кустарник, вид рода Хакея (Hakea) семейства Протейные (Proteaceae). Произрастает в округах Средне-Западный, Уитбелт, Пиил, Юго-Западный, Большой Южный и Голдфилдс-Эсперанс в Западной Австралии. Цветёт с августа по октябрь.

## Ботаническое описание

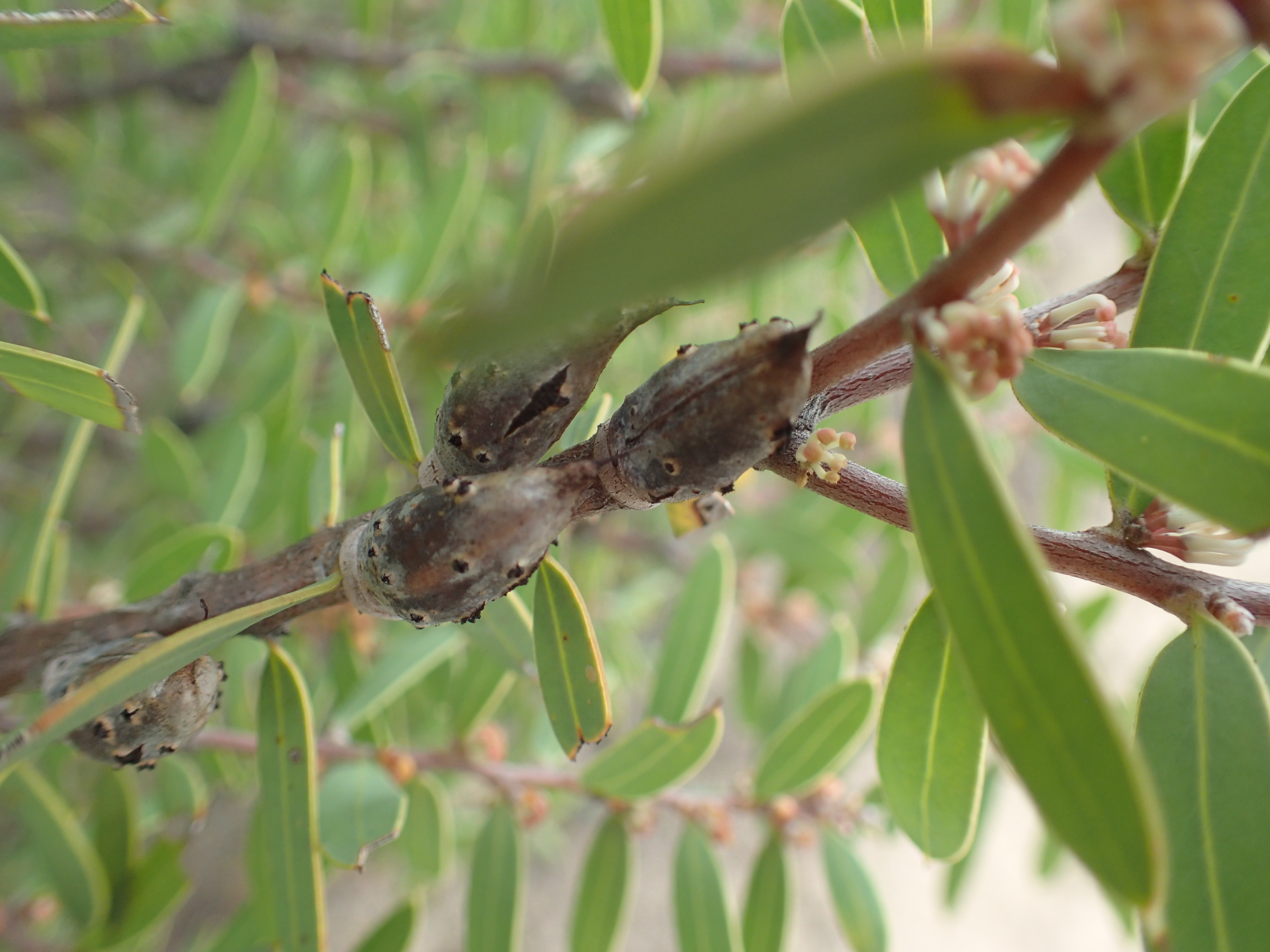
Плоды H. microcarpa.

Hakea marginata — прямой, округлый или распространяющийся кустарник обычно вырастает на высоту от 1 до 5 м. Цветёт с августа по октябрь и даёт сладкие душистые белые или кремово-жёлтые цветы в пучках в пазухах листьев на верхних веточках. Жёсткие плоские листья имеют узкую эллиптическую или узкую обратнояйцевую форму длиной 2–5 см и шириной 0,4–1 см, оканчивающиеся острой вершиной. Краевые и центральные прожилки ярко-жёлтого цвета.

## Таксономия
Вид Hakea marginata был впервые официально описан шотландским ботаником Робертом Броуном в 1810 году. Видовой эпитет — от латинского слова marginatus, означающего «с рамкой», обозначающей край, окружающий лист.

## Распространение и местообитание
Хакея H. marginata широко распространена в Западной Австралии, её ареал ограничен заливом Джуриен, Калгурли и Кейп-Аридским национальным парком. Растёт в пустошах или лесистых местностях на песке, глине и гравии вдоль обочин дорог, в водотоках и долинах ручьёв. Этот вид может вырастать в непроходимые заросли, хорошие для среды обитания диких животных.

## Охранный статус
Hakea marginata имеет статус «не угрожаемый» от правительства Западной Австралии.